# Sommet de l'OTAN de 1999
Pour un article plus général, voir Sommet de l'OTAN.

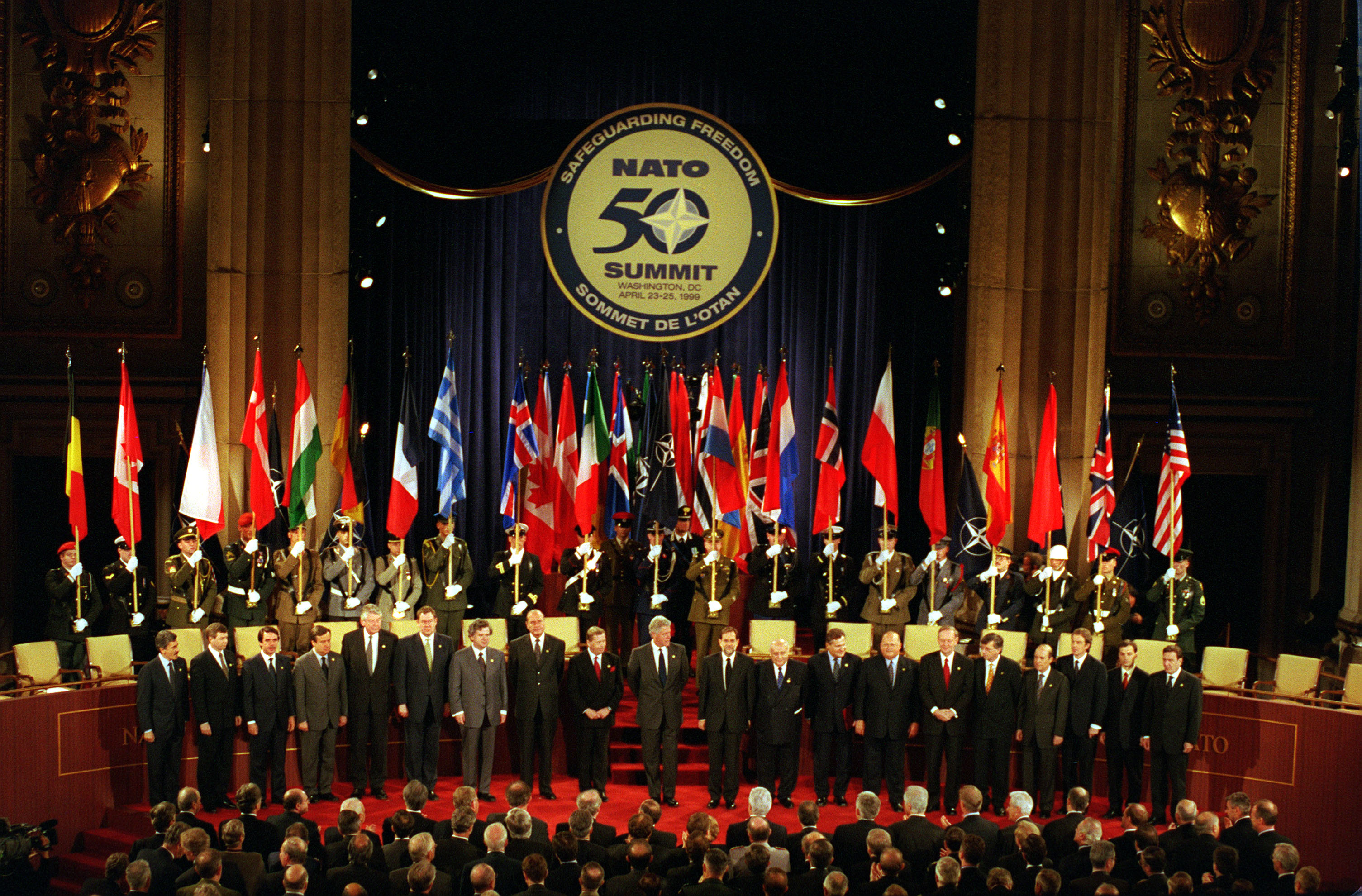
Représentants des 19 membres de l'OTAN lors de la photo officielle célébrant le 50ème anniversaire de l'organisation, à Washington, D.C., USA, le 23 Avril 1999.

Le sommet de l'OTAN Washington 1999 est le 15e sommet de l'OTAN, conférence diplomatique réunissant à Washington, aux États-Unis, les 24 et 25 avril 1999, les chefs d'État et de gouvernement des pays membres de l'Organisation du traité de l'Atlantique nord dans le contexte de la guerre du Kosovo.